# Unforgiven (2005)
Unforgiven (2005) foi um evento de luta profissional em formato pay-per-view produzido pela WWE que ocorreu em 18 de setembro de 2005, no Ford Center em Oklahoma City, Oklahoma. Este foi o sétimo evento da cronologia do Unforgiven e o décimo pay-per-view de 2005 no calendário da WWE. Contou com a participação dos lutadores exclusivos do programa Raw.

## Resultados
| No.                            | Resultados | Estipulação                                            | Tempo |
| ------------------------------ | --- | ------------------------------------------------------ | ----- |
| Heat                           | Rob Conway derrotou Tajiri                                                                                     | Luta individual                                        | 03:44 |
| 1                              | Ric Flair derrotou Carlito (c)                                                                                 | Luta individual pelo WWE Intercontinental Championship | 11:46 |
| 2                              | Trish Stratus e Ashley Massaro derrotaram The Ladies in Pink (Victoria e Torrie Wilson) (com Candice Michelle) | Luta de duplas                                         | 07:05 |
| 3                              | Big Show derrotou Snitsky                                                                                      | Luta individual                                        | 06:11 |
| 4                              | Shelton Benjamin derrotou Kerwin White                                                                         | Luta individual                                        | 08:06 |
| 5                              | Matt Hardy derrotou Edge (com Lita)                                                                            | Luta em uma jaula de aço                               | 21:33 |
| 6                              | Lance Cade e Trevor Murdoch derrotaram Rosey e The Hurricane (c)                                               | Luta de duplas pelo World Tag Team Championship        | 07:40 |
| 7                              | Shawn Michaels derrotou Chris Masters                                                                          | Luta individual                                        | 16:44 |
| 8                              | Kurt Angle derrotou John Cena (c) por desqualificação                                                          | Luta individual pelo WWE Championship                  | 17:15 |
| (c) – Campeão(s) antes da luta | |                                                        |       |